# 上海师范大学附属外国语中学
上海师范大学附属外国语中学，简称上师大外语附中或上师大附外中，松江当地人常略称为外国语，其为上海市松江区的一所区重点中学。 该校于1998年进行转制，交由上海师范大学管理，更名为现今校名，并增设初中部，又于2012年停止初中部招生。

## 历史沿革
1927—1934年 江苏省立松江女子中学高中师范科；

1935—1946年 停办；

1947年  复校 江苏省立松江女子中学高中师范科；

1949—1953年 江苏省立松江中学、苏南松江中学、苏南松江师范；

1954—1957年 江苏省松江师范学校；

1958—1960年 江苏省松江师范专科学校（行政管辖划归上海后，定名上海市松江师范专科学校、上海市松江师范）；

1961年  师范专科部分并入上海师范学院；

1963年 上海市松江师范奉命停办；

1984年 经上海市人民政府批准，在松江三中校址上恢复上海市松江师范学校；

1996年 以上海市松江师范高中部名义招收高中生；

1998年 学校进行转制试点，托交上海师范大学管理，挂牌上海师范大学附属外国语中学，并开始招收初中预备年级学生；

2007年 学校体制再度改革，属地化划归松江区领导，同时继续保留上海师范大学教育集团成员身份。